# Eudule venitorta
Eudule venitorta là một loài bướm đêm trong họ Geometridae.